# Bétaille
Bétaille är en kommun i departementet Lot i regionen Occitanien i södra Frankrike. Kommunen ligger i kantonen Vayrac som tillhör arrondissementet Gourdon. År 2022 hade Bétaille 1 073 invånare.

## Befolkningsutveckling
Antalet invånare i kommunen Bétaille
| Referens: INSEE |